# Kadanur, Dod Ballapur
Kadanur là một làng thuộc tehsil Dod Ballapur, huyện Bangalore Rural, bang Karnataka, Ấn Độ.